# Andrija Matijaš Pauk
Andrija Matijaš Pauk, hrvaški general, * 31. julij 1947, † 9. oktober 1995.
Celotno vojno je preživel v 4. gardni brigadi: poveljnik oklepnega bataljona (1992-93), načelnik oklepnih enot (1993-94), načelnik štaba (1994-95) in namestnik poveljnika brigade (1995).
Padel je v boju med operacijo Južna poteza.
Po njem so poimenovali 4. gardno brigado in kninsko vojašnico.